# Cal Ribas (el Prat de Llobregat)
Cal Ribas és una masia del Prat de Llobregat (Baix Llobregat) inclosa a l'Inventari del Patrimoni Arquitectònic de Catalunya.

## Descripció
Masia de planta baixa i pis, amb mòdul lateral segons la tipologia 1 (subgrup indeterminat) de Danés i Torras. La coberta és a dues vessants en el cos central i a una vessant al cos lateral. Té la façana orientada a mar i perpendicularment a l'eix de la teulada. El seu estat és lamentable, trobant-se deshabitada i en runes part de la teulada. Els camps propers es cultiven i deuen ser arrendats a algun pagès.

## Història
Cal Ribas apareix a la Consueta Parroquial de principis del segle xix, encara que la família Ribas (de mal nom "Quintana") ja apareix documentada al Prat el 1650.